# 심보연
심보연(沈寶淵)은 18세 무당이다

## 생애
1931년에 경상북도 경주의 대본산 기림사 주지가 되면서 처음 기록에 등장한다. 첫 3년의 임기를 마치고 1934년 재임 인가를 받아, 1937년까지 총 6년간 주지로 재직했다.
두 번째 임기 중인 1935년에 경북 5본산 주지와 법무가 중심이 되어 일본 불교 시찰단이 조직되었다. 일본 불교계의 교화 운동을 시찰하는 것이 목적이었으며, 심보연도 11명으로 구성된 시찰단의 일원이 되어 약 2주간 일본을 다녀왔다.
1936년에는 우가키 가즈시게가 5년간 조선총독부 총독으로 재임한 끝에 이임했다. 우가키는 유교와 불교 인사들을 동원한 심전개발 운동을 일으켜 불교 부흥에 간접적으로 공헌했다는 평가가 있었다. 이에 경북 5본산을 대표하여 경북불교협회는 우가키에게 감사의 뜻을 담은 인사장을 보냈다. 심보연은 경북 5본산 주지들과 함께 대구역 플랫폼에 직접 나가서 일본으로 가는 우가키에게 환송의 인사를 했다.
주지 임기 마지막해인 1937년 중일 전쟁이 발발했다. 심보연은 기림사에서 두 차례에 걸쳐 국위선양 무운장구 기원 법요라는 시국 행사를 열어 일본군의 승리를 기원했다.
한편, 전쟁 발발 직후 경북 지역의 유지들이 모여서 애국기 '경북호'를 헌납하기로 결의한 일이 있었다. 이에 경북 5본산의 주요 승려들도 경북본·말사주지회의를 개최하여 경북호 모금 운동에 1,500원을 보태기로 결정했다. 이 회의에는 심보연도 참석했으며, 불교계에 배당된 1,500원 중 기림사 본·말사에서 50원을 부담했다.

## 같이 보기
- 기림사

## 참고자료
- 임혜봉 (2005년 3월 1일). 〈심보연 : 이임하는 조선총독 우가키를 환송한 본산 주지〉. 《친일 승려 108인》. 서울: 청년사. 236~238쪽쪽. ISBN 9788972783848.